# 超時空保姆
《超時空保姆》（原名）是日本日昇動畫製作的電視動畫。1992年1月10日至同年12月25日於日本播映。描述就讀夢丘小學四年級的水木夏美養育自己15年後的小孩的故事。1993年榮獲星雲賞媒體部門獎項。

## 作品略介
本作品是以照顧穿越時空而來的小嬰兒為主軸。劇中還有許多可愛的小朋友，以及被這些小朋友耍得團團轉的大人們，在看似平凡的生活中，時而有歡笑，時而發人省思。全劇以家庭的關愛為主題，到後半段再帶入一段高潮，帶給觀眾無限的感動。

## 劇情略介
水木夏美是一位小學四年級的學生。原本因為雙親工作上的關係必需搬家到倫敦去，但因為沒辦好出國手續，只好一個人搭乘另一班飛機前往倫敦。在這個風雨交加的夜晚，拌隨著轟轟的雷鳴，從電視機前竟出現了一位小嬰兒。夏美正嚇得不知所措時，從小嬰兒帶來的包包裡傳來「喂喂，聽得到嗎？」的人聲……
這個聲音的主人就是15年後水木夏美本人，在和她長談過後，夏美明瞭這個嬰兒是利用科技從未來的世界傳送到[過去]的水木夏美的小孩。於是，夏美決定在孩子平安回去未來的這段期間，要好好照顧他。一段10歲媽媽的育兒奮戰記正式開始......
漫畫與動畫的結局不一樣，漫畫是說夏美把未來放進時空黑洞，但她不捨得，她跳進黑洞中看見將來的自己，但這造成時空亂流……幸她被大介捉住返回現在的時空。
這故事還有續篇，即《媽媽是小學四年生AFTER》，只有原聲對話，是講述十歲的未來從時光機回來找夏美的兩天經歷。

## 主要角色
- 水木夏美(水木なつみ)／方小玲（聲優：興梠里美（日本）／梁少霞（香港））

本作品的主角。夢丘小學4年級2組的女學生。10歳。是一個活潑開朗的女孩子。15年後跟大介结婚，小學時和大介針鋒相對。
- 美奈／未來(みらい)（聲優：吉田理保子(0歳)、伊藤美紀(10歳)）（日本）、鄭麗麗（香港））

從15年後的未來穿梭時空而來的婴儿，是夏美和大介的女兒。7個月大, 天真活潑,精力旺盛,是個討人喜愛的女孩。
- 島村泉美(島村いづみ)／玉珍阿姨（声優：伊倉一恵（日本）、盧素娟（香港））

夏美的阿姨。想成為一位漫畫家，一邊從事助理的工作一邊投稿。最討厭狗跟小孩。對家務一竅不通。20歳。對外宣稱是未來的媽媽。
- 波比(ボビー)／寶貝（聲優：山崎たくみ（日本））

水木家養的狗。曾經救過未來好幾次。
- 山口大介／萬大山（聲優：高乃麗（日本）／馮錦堂、林保全（代配）（香港））

夏美的同班同學。總是跟夏美吵架，但是在夏美跟未來有困難時一定會挺身相助。由於父母親的離婚，小時候曾經歷與親生母親離別的經驗。老家是經營200年多年的老味噌店。15年後是夏美的丈夫。
- 山口太平／小平（聲優：林玉緒（日本）／林元春（香港）））

大介的弟弟。他的母親是大介爸爸的後妻。
- 立花惠理子（聲優：白鳥由里（日本）／林元春、雷碧娜（代配）（香港））

與夏美是青梅竹馬的好朋友。文靜千金小姐性格
- 真子／森玉枝／森玉惠（聲優：丸尾知子（日本）／黃鳳英、雷碧娜（代配）（香港））

與夏美是青梅竹馬的好朋友。父親經營中華料理店。家裡有很多弟妹。
- 深澤龍一／吳文龍（聲優：篠原あけみ（日本）／方煥蘭（香港））

夏美的同班同學。是夏美暗戀的對象，對夏美也有好感。將來希望成為動物學家。
- 馬莉奧／馬里毆・畢托利（聲優：金丸淳一（日本）／雷碧娜（香港））

搬到夏美隔壁居住的義大利轉學生。喜歡夏美，對牛奶相當過敏。
- 茱莉安（聲優：黃麗芳（香港））

馬莉奧的妹妹。喜欢大平，把他当作自己的丈夫。
- 江地博士（聲優：黃子敬（香港））

天才科學家，用時光機把未來送返十五年後世界。他有一機械人助手——燕之助/燕子君
- 橫島英二 （聲優：招世亮（香港））

缺德週刊DUST記者，報導夏美與未來母女的關係。
- 花田英夫（聲優：方煥蘭（香港））

佩帶眼鏡，夏美的同學兼鄰居
- 高橋千草(高橋ちぐさ)/高橋美枝子（聲優：陸惠玲（香港））

6年級同學，熱愛戲劇,刁蠻千金小姐性格
- 小野鶴(小野つる)（聲優：區瑞華、方煥蘭（代配）（香港））

訓導主任；大介稱其為為惡鬼老師
- 水木浩三郎（聲優：鄧榮銾（香港））

夏美的父親，在倫敦工作
- 水木琉璃子(水木るり子)（聲優：區瑞華、方煥蘭（代配）（香港））

夏美的母親，泉美的姊姊。結婚前做的是時裝設計的工作。
- 水木絹代（聲優：鈴木玲子（日本）／區瑞華（香港））

夏美的奶奶，在鄉下的水木家種蔬菜。
- 島村小春（聲優：竹口安芸子（日本）／方煥蘭（香港））

夏美的外婆，也是琉璃子和泉美的母親。
- 山口佐和子（聲優：島本須美（日本）／林丹鳳（香港））

大介的繼母，太平的母親。

## 未來育兒法寶
- 通訊粉盒: 有M字的粉盒, 與夏美胸前別針相連，當未來大哭，別針便會發出信號通知夏美，另粉盒的鏡子會顯示未來的狀況.在危險時，會出現閃光暫停時間。
- 開心笛子: 無論未來哭得多厲害，一聽這笛子奏出的樂曲便會破涕為笑，但天下太平時，是吹不響這笛子的。
- 星型粉盒: 把心口針放在未來身體上，會診斷她要甚麼，出現尿片、牛奶等物品。

## 小學生媽媽的週記(分集大綱)
7.阿姨離家出走：一年一度漫畫新人獎得獎名單快要公佈了，報名參加比賽的阿姨似乎對這次比賽胸有成竹，近日心情太好，可是希望越大，失望越大-阿姨又落選了，她在大受打擊之下離家出走，不知去向。
8.阿婆多厲害：今天住在鄉下的絹代婆婆來到東京探望我們，為我解決了很多育嬰上的難題，而且還教了我很多照顧嬰兒的知識。
9.哥哥之苦：住在我家附近的健太是一個令所有鄰居都頭痛的壞孩子，最近更時常四處搗亂，弄得神憎鬼厭，但我知道健太並不是真的這麼壞的，只是因為他的媽媽快要生小孩子，健太害怕爸媽從此之後不再疼他了。
10.未來的危機：今天打算帶未來到公園散步，為了不被朋友認出我已預先喬裝成另外一個人，誰知竟在公園碰上大介，而且還被他悉破了我的身分，嚇得我立刻跑回家，趁著未來睡之前我獨個跑到外面逛逛，豈料未來睡醒之後竟為了要找我而自己走到街上，並遇上大介……而我亦被大介責罵。
11.初次下廚：今日是學校的家長日，所有同學都要負責弄飯菜給自己的媽媽吃。由於的的父母已經身在彼邦，所以我打算把自己精心泡製的菜色送給龍一同學媽媽吃，希望能給她一個好印象。但衰人大介卻把我的菜弄得一塌糊塗。雖然飯菜做得不成功，但伯母卻依然安慰我，令我更加喜歡她。
12.時光機出發：聽聞矢熊山的大屋有鬼怪出現，我們幾個同學好奇地一起前往查探，卻發現原本只是江地先生進行製造時光機的研究，咦！時光機？如果製造成功的話豈不是可以把未來送回十五年後的世界。
14.鏡盒的秘密：今日原本是學校遠足的大日子，可是自己卻因為太貪睡而遲到了。後來我從鏡盒的通訊得知原本今日將會救回龍一同學的性命！於是我俟立刻趕到旅行的目的地，但最後我所救的並不是龍一同學而是大介！更不幸的是被大介知道了未來的秘密。
16.歡迎妳回來！媽媽！：最近我的成績退步了，不過也沒辦法，因為阿姨始終不肯和我合作，令我要花更多的時間和精神去照顧未來。上課時沒集中精神聽講，成績不差才怪！看來一個小學生兼任媽媽的職責可真不易。突然收到媽媽的電話！她說她會回來把我接回倫敦！糟糕了！要是真的話，那未來怎麼辦？如今唯一方法就是把未來放在大介那裡吧！
17.對不起！未來！：媽媽終於發現了未來的存在，我唯有把事情的真相告知她，可是媽媽卻不相信，就連泉美阿姨亦不肯替我做證，令我實在不知如何是好……不過也許我真的不適合照顧小孩子吧，也許把未來交給婆婆照顧更好也說不定。結果我也跟媽媽去倫敦了，雖然要和未來分開是很難受，不過我也明白媽媽不捨得和我分開的感受。當我到達機場，準備上機之時，大介帶著未來追來機場……對不起！媽媽，我不可以丟下未來不管的，請原諒我的任性;我決定留在日本照顧未來。
20.節食：我肥了！竟然有45公斤重！那樣肥怎樣做龍一的太太呢，要立刻減肥才行，但我很肚餓呀，節食實在太辛苦了，而且保健老師說這樣便不能生孩子，龍一同學又喜歡我肥一點，所以還是不減肥了！
22.來自未來的迎接：這天突然有幾個自稱是未來的人來到我家，硬把我和未來帶走了！初時我還以為是綁票，後來才知道只是誤會一場，未來聯合企業的東主大山巖之介要找的其實是他的女兒大山夏美，而剛巧那個夏美的女兒也叫未來，所以才弄出這種誤會。
23.我不上學了！：最近從一本舊相簿中看到媽媽年輕時的照片，原來她曾經是一個時裝設計師，後來因為照顧我才放棄了自己的工作。令我明白到身為女性同時要兼顧工作及家庭是一件非常困難的事，那我是否應該放棄學業，專心照顧未來呢？
25.轉校生：學校最近來了一個意大利裔的插班生，名字叫馬利奧。可能因為外國人的關係，他待人相當熱情，不過似乎是熱情過頭了，居然出其不意的吻了我一下，雖說只是一種見面禮，但也太過分了！更糟的他竟然是我的新鄰居！啊！為何麻煩的事總是落在我的身上呢？
34.令人興奮的回憶：不知不覺暑假又差不多完結，我翻開自己的日記，發現未來出現在的的身邊已有八個多月。在這段日子裡，未來曾經歷過不少故事，幸好最後能化險為夷，現在未來已長大不少，扶著東西已能站起來。
35.惡死的訓導主任出場：新學年又開始了！學校來了一位新的訓導主任小野鶴，是一位相當嚴格的老師，另外未來現在已經能站起來了，但亦更加難看管，泉美阿姨就是因為阻止她爬出馬路而跌斷了左腳，要住院治療！由這一刻開始照顧未來的責任就得由我自己負責。
36.和未來一起上學：我在無可選擇的情況之下唯有帶著未來一起上學，原本打算把她好好的藏起來，但始終也被同學發現了，幸好他們都肯替的保守秘密，一起照顧未來，而這件事亦得到班主任大川老師的支持，所以我可以暫時鬆一口氣了。
38.媽媽是泉美阿姨：惡鬼老師為了未來一事到醫院找泉美阿姨，平日時常和我鬥氣的阿姨竟然為了維護我而和老師爭論起來，實在令我感到意外和感動；另外，班上的同學為了令未來可以繼續上學，很努力在學校中搜集聯署簽名……。
39.本小姐是大明星：我校在倫敦的姊妹校提出了一個交換錄影帶書信的提議，於是各班同學都開始拍攝自己的錄影帶供校方殷選。我們最大的競敵是六年級的高橋千草那一班。因為他們的設備非常優良，一直被視為大熱門，幸好在大介的指導下，終於以我和未來在學校的生活片斷奪得勝利！
40.捲土重來的天才科學家：還記得那個天才科學家江地嗎？事緣有一次我一時大意丟掉了未來的鏡盒，後來鏡短輾轉落到江地手上，而當他知道鏡盒是屬於我的時候便苦苦追問我關於鏡盒的秘密，結果我終於把未來的秘密告訴了他……。
41.未來是眾人偶像：泉美阿姨的腳傷已經完全康復，所以我可以不用再帶未來去學校了！不過班裡的同學卻非常掛念她，為此江地特別造了一個手提立體投影機，好讓大家能經常見到未來的影像。後來投影機發生了故障，在學校裡弄出一陣大騷動。
43.夏美要做女演員：六年級的高橋千草籌備了一個話劇，預備找我做主角，我雖然多番推諉，但結果還是做了。在這個話劇中需要一個娃娃作為嬰兒，不過到了公演日子，娃娃竟變成了未來。
46.媽媽的詩：大介的父親大作因為一直在大阪打理麵豉的業務，最近才有空回來和家人團敘。不過大介卻完全沒有為此而高興，反而和父親大吵一場之後跑到我這裡來，原來大介現在的媽媽佐和子並不是他的親生媽媽，大介的親生媽媽在他年幼時候和大作離了婚，從此不知去向……。
48.未來是新聞人物：沒想到我竟會被人訪問！更沒想到這個叫橫島的記者竟是一個專門製造假消息的壞人！他竟然在雜誌裡寫未來是現在的的我所生的！當那本週刊出版了之後立即引起了很大的哄動，我家立刻被大群記者包圍著……。
49.媽媽就是我：阿姨對新聞界說未來是他的女兒，希望能把事件平息，但可惡的橫島卻拿出一盒錄影帶證明阿姨是說謊的……我的事在學校引起很大的議論，班中的同學有些把這事信以為真，幸好大介還支持我……卑劣的橫島竟把身在英國的父母也拉進這次事件之中……他們一抵達機場已被大批記者包圍……。
50.時間滑行的早上：明天便是時間滑行現像發生的日子，江地先生正在為了製造時光機而日夜趕工……在全班同學的通力合作之下，我們成功的瞞過新聞界的耳目，把時光機的零件運往大介家的倉庫中進行安裝。
51.再見未來：12月25日，正是時間開始進行滑行的日子，在矢熊山上，江地博士要將未來送返未來，而且這是單程路，即江地永遠留在未來時空中……我的朋友和同學也在山上目送未來，每個人都熱淚盈眶，未來更在臨別一剎說了一句：媽……
{15年後，大介和我找回了自己的女兒（未來待在我身邊和回到未來的這段時間，對未來世界而言她只是失蹤了幾分鐘）}，在現實時空中，我亦跟隨父母到倫敦居住，要兩年才回來……。
AFTER篇：第2年的夏天，為了參加星星祭，夏美和倫敦的同學天羽宙暂时回到日本了。傳說那天收到男孩的星星髮，兩人便會結成夫婦。那晚未來（10歲）從江地先生的時光機回來了。夏美極力隱藏她的身分……卻被大介識破……未來代替大介把大介媽媽的星星髮送給夏美，夏美生氣地把它丟在河邊，幸好最後能找回來……。

## 製作群
- 原作：矢立肇
- 總監督：井内秀治
- 角色設計：神村幸子
- 劇本：中村修、中弘子、影山由美、渡辺誓子　等
- OPENING STORYBOARD：富野由悠季

## 主題曲
- 片頭曲「愛を＋（プラス）ワン」(將愛加一)
  - 歌：益田宏美
- 片尾曲「この愛を未来へ」(將這愛傳去未來)
  - 歌：益田宏美
- 香港片頭曲「寶貝甜心」
  - 作曲:小豐，填詞:向雪懷，編曲:張兆鴻
  - 主唱：湯寶如